# Antigravité
 (mars 2009).
Si vous disposez d'ouvrages ou d'articles de référence ou si vous connaissez des sites web de qualité traitant du thème abordé ici, merci de compléter l'article en donnant les références utiles à sa vérifiabilité et en les liant à la section « Notes et références ».
L'antigravité correspond à l'idée de la création d'un espace ou d'un objet libéré de la gravité. Il ne s'agit pas de contrer la gravitation par une force opposée d'une nature différente, tel que le fait un ballon gonflé à l'hélium ; l'antigravité représente plutôt soit la disparition ou l'inhibition, soit l'inversion, soit la diminution des causes fondamentales de la force de gravitation vis-à-vis de l'espace ou de l'objet visé, par un moyen technologique quelconque.
L'antigravité est un concept récurrent en science-fiction, particulièrement dans le domaine de la propulsion des engins spatiaux. Le concept a initialement été formalisé sous la forme de la cavorite dans Les Premiers Hommes dans la Lune d'H. G. Wells. Il est devenu depuis cette date un thème favori de technologie imaginaire. Le terme antigravité peut aussi parfois être utilisé pour une hypothétique propulsion non réactive basée sur certaines solutions de la relativité générale. Une autre voie considérée serait de réduire la courbure spatio-temporelle d'un milieu gravitationnel, auquel cas la gravité de l'espace ainsi modifié serait seulement atténuée.
En sciences physiques, de nombreuses théories plus récentes complètent la relativité générale, voire la remplacent radicalement (gravité quantique, théorie des cordes…), afin de résoudre quelques incohérences apparentes, que ce soit vis-à-vis de la physique quantique et son modèle standard, considérés inconciliables avec la relativité, ou vis-à-vis d'observations astronomiques telles que l'expansion de l'Univers — qui requiert l'introduction d'une hypothétique et indétectable énergie noire — ou le maintien de certaines galaxies autour de leur amas − qui nécessite l'introduction d'une tout aussi hypothétique et indétectable matière noire −, ou encore l'asymétrie baryonique particules/antiparticules. Or certaines de ces théories alternatives autorisent des solutions de type antigravité, qui résoudraient plusieurs de ces incohérences ; d'ailleurs, formellement, les équations de la relativité générale elles-mêmes n'écartent pas la possibilité de masse négative et donc répulsive. Le CNRS prévoit de tester, en 2018 une hypothèse sur le caractère antigravitaire des antiparticules.
Cependant, selon les théories physiques largement acceptées en 2018, vérifiées à l'aide d'expériences, et selon les directions prééminentes des recherches en physique, l'antigravité reste actuellement considérée comme peu probable,,.
Ainsi, début 2022, des résultats du CERN semblent montrer que les rapports entre la charge électrique et la masse (rapport charge sur masse), pour le proton et l'antiproton, sont identiques dans les limites d'une incertitude expérimentale de 16 millionièmes de millionièmes.

## À propos de la gravité
Dans la première description précise de la gravitation, sur des bases mathématiques, la gravité de Newton était une force externe transmise par des moyens inconnus. Cependant, au début du XXe siècle, le modèle de Newton a été remplacé par une description plus complète et plus générale connue sous le nom de relativité générale. Dans cette approche, la gravitation n'est plus une force, au sens traditionnel du terme, mais est la manifestation de la géométrie de l'espace-temps lui-même. Ces solutions géométriques sont toujours calculées d'après une courbure spatio-temporelle convexe, (courbure orientée vers le bas et flèche du temps vers le haut).
Dans ces courbures, tous axes temporels (perpendiculaire à l'espace) convergent (dans le sens flèche du temps).

Par conséquent, quelle que soit la courbure positive (ex : ellipsoïde, paraboloïde elliptique) ou négative (ex : hyperboloïde à une nappe, paraboloïde hyperbolique) les résultats donnent toujours une force attractive.
Cependant pour une courbure concave, comme c'est le cas pour la courbure de l’univers et contrairement à un champ gravitationnel, les axes temporels divergent.

Parmi les différentes théories, l’expansion de l’univers ne serait alors qu’un effet de sa courbure concave soumis au sens du temps et donc l'effet du champ antigravitationnel que serait l'univers.
Notons aussi, qu’avec la relativité générale, le périmètre, autour d’un champ gravitationnel, est inférieur à 2π fois son rayon. Par opposition, si cela existait, le périmètre, autour d’un champ antigravitationnel, serait alors supérieur à 2π fois son rayon. Mais aucun champ de ce type n’a été étudié et encore moins observé.
Selon l'acceptation actuelle de la relativité générale, l'antigravité est improbable, sauf circonstances artificielles considérées comme peu vraisemblables ou impossibles.

## L'antigravité en science-fiction
On retrouve le thème de l'antigravité dans les œuvres de science-fiction. Les auteurs ont inventé divers moyens de faire léviter les objets et les personnes avec un coût moindre que celui du vol stationnaire. Par exemple, dans le film Retour vers le futur II, les skateboards deviennent des hoverboards et les voitures des aéroglisseurs.
Un récit non confirmé propagé par certains tenants de la théorie des Anciens Astronautes, prétend que Francisco Pizarro, face à l'empereur inca, se serait vu offrir deux disques d'or capables d'antigravité par l'effet de vibrations. Il les aurait fait fondre pour détruire ce qu'il prenait pour de la sorcellerie.
Certaines histoires de science-fiction postulent l'existence d'une substance partiellement ou complètement opaque à la pesanteur. Placer cette substance en dessous d'un objet réduirait ou éliminerait son poids, plaçant l'objet en lévitation avec une dépense d'énergie relativement faible. En physique newtonienne, où la gravité est une force qui se transmet de point à point, cette approche est admissible : le champ gravitationnel serait inhibé par un bouclier de la même manière que le champ magnétique l'est par des substances diamagnétiques.
Il y a de sérieuses raisons de penser que ce genre de substances n'existent pas. Imaginons les résultats obtenus si on plaçait une substance pareille sous la moitié d'une roue en chute libre. Un côté de la roue sous la substance n'aurait pas de poids, tandis que l'autre subirait la gravité. Ce mouvement pourrait être exploité pour produire de l'énergie à partir de rien, ce qui est une violation très claire du premier principe de la thermodynamique. Plus généralement, cela découle des lois de Gauss, qui indiquent que le carré inverse d'un champ statique (tel que le champ gravitationnel terrestre) ne peut être bloqué (le magnétisme est statique, mais au cube inverse).

## Solutions hypothétiques

### Antigraviton
L'antigraviton est la particule d'antimatière associée au graviton, boson vecteur de la force gravitationnel en mécanique quantique. Dans cette théorie, une particule non chargée et non massique étant sa propre antiparticule, l'antigraviton est le graviton.
Dans le contexte de la théorie de la relativité générale, où la gravité ne procède pas d'un champ mais de la structure même de l'espace-temps, le concept entier de graviton (et donc d'antigraviton) est un illogisme.

### Recherches en relativité générale dans les années 1950
La théorie de la relativité générale fut présentée dans les années 1910, mais son développement fut considérablement ralenti par l'absence d'outils mathématiques idoines. Certains d'entre eux apparurent dans les années 1950, et dans les années 1960 se produisit une période florissante pour cette théorie que l'on baptisa ultérieurement l'âge d'or de la relativité générale. Bien qu'il apparût que l'antigravité ne respectait pas les lois de la relativité générale, de nombreuses études cherchèrent néanmoins des solutions susceptibles de produire des effets de type antigravitiques.
On affirme que l'US Air Force elle-même conduisit des études dans les années 1950 et 60. L'ancien Lieutenant Colonel Ansel Talbert publia dans les journaux deux séries d'articles affirmant que la plupart des firmes d'aéronautique les plus importantes avaient entamé dans les années 1950 des recherches sur le contrôle de la propulsion par l'antigravité. Cependant il n'y eut que peu de confirmations publiques de ces dires, et du fait qu'ils se placèrent pendant la période des tentatives d'influence de la politique par les articles de presse, il n'est pas recommandé d'accorder trop de crédit à ce genre de propos.
On sait qu'il y eut de sérieux efforts engagés par la Glenn L. Martin Company, qui créa le Research Institute for Advance Study,. Les journaux les plus importants annoncèrent le contrat qui avait été signé entre Burkhard Heim et la Glenn L. Martin Company. La fondation de l'Institut pour la Physique des Champs, à l'University of North Carolina at Chapel Hill, en 1956, par Agnew H. Bahnson, l'administrateur de la Gravity Research Foundation constitua un autre effort du secteur privé en vue de la maîtrise de la gravitation.
Les efforts des militaires pour l'antigravité prirent fin avec l'amendement Mansfield de 1973, qui restreignait les dépenses du Département américain de la Défense (United States Department of Defense) aux seuls champs de recherches scientifiques ayant des applications militaires explicites. L'amendement Mansfield fut spécifiquement présenté et voté pour mettre un terme aux projets de longue durée qui présentaient peu de retombées visibles.

### Programme de physique avancée des propulseurs
De 1996 à 2002, la NASA a financé le Programme de physique avancée des propulseurs (Breakthrough Propulsion Physics Program). Ce programme étudiait un certain nombre de conceptions de propulseurs spatiaux d'avant-garde qui ne recevaient pas de financements par les canaux normaux des universités ou les sociétés commerciales. Les concepts relatifs à l'antigravité y furent examinés sous le nom de propulsion diamétrique.

### Masse négative
Dans le cadre de la relativité générale, la gravité est la résultante d'une déformation locale de la géométrie de l'espace-temps, causée par la présence locale de masse-énergie. Bien que les équations qui en découlent ne soient pas exploitées dans le cadre d'une géométrie négative, il est possible d'y parvenir en invoquant une masse négative. De façon intéressante, ces équations n'écartent pas, en soi, l'existence d'une telle masse négative.
De même en physique quantique, le Modèle Standard de la physique des particules, qui décrit toutes les formes de la matière connues à ce jour, n'autorise pas la masse négative. La matière noire cosmologique (et, possiblement, l'énergie sombre) peuvent être constituées de particules sortant du cadre du Modèle Standard et dont la nature serait encore inconnue. Cependant, la théorie dont ils découlent implique que leur masse, mise en évidence indirectement et précisément à l'aide de leurs effets gravitationnels sur les objets alentour, soit positive.
Aussi bien la relativité générale que la gravité newtonienne se révèlent prédire qu'une masse négative engendrerait un champ gravitationnel répulsif. En particulier, Sir Hermann Bondi proposa en 1957 une forme de masse gravitationnelle négative qui s'accorderait avec le principe d'équivalence fort de la théorie de la relativité générale et avec les lois de Newton de conservation de l'énergie et du mouvement. La démonstration de Bondi mena à des solutions de la relativité générale affranchie de toute singularité. En juillet 1988, Robert L. Forward présenta à la 24e Conférence des propulseurs, commune à l'AIAA, l'ASME, la SAE et l'ASEE, un exposé qui proposait un système de propulsion à base de masse gravitationnelle négative de Bondi.
Tout point-masse attire tous les autres points-masse par une force dirigée selon la droite (au sens courbe géodésique) reliant les deux points. La force est proportionnelle au produit des deux masses et inversement proportionnelle au carré de la distance entre les deux points-masse :
{\displaystyle \mathbf {F_{12}} =G{\frac {(-m_{1})m_{2}}{r^{2}}}\mathbf {r_{12}} =G{\frac {m_{1}m_{2}}{r^{2}}}\mathbf {r_{21}} =\mathbf {-F_{21}} ,}
où :
- {\displaystyle F_{12}} est la magnitude de la force gravitationnelle entre les deux points-masses,
- G est la constante de la gravitation,
- m1 >0 est la masse (négative) du premier point-masse,
- m2 >0 est la masse du second point-masse,
- r est la distance entre les deux points-masses.

La masse négative semble souffrir des mêmes difficultés que les boucliers gravitiques.
Forward souligna qu'une masse négative tomberait vers la matière normale (puisque cette dernière provoque une 'dépression' gravitationnelle autour d'elle), tandis que la masse 'normale' fuirait la matière négative (cette dernière provoquant au contraire une 'pente' gravitationnelle autour d'elle) ; Forward notait que dans ces conditions deux masses similaires, l'une positive et l'autre négative, placées l'une à côté de l'autre se verraient alors accélérées, selon la direction de la ligne les reliant, en direction de la masse positive. Noter au passage que la masse négative acquérant une énergie cinétique négative, l'énergie totale des masses en accélération demeure globalement nulle.
Pour vérifier de telles hypothèses, la force de gravitation étant extrêmement faible sur de simples hadrons, il est nécessaire pour la détecter et mesurer sur ces particules de réduire considérablement leur énergie cinétique : des ralentisseurs d'antiprotons sont ainsi mis en œuvre à cet effet dans des expériences de collisionneur du CERN,.

### Cinquième force
La relativité générale postule qu'à toute forme d'énergie (= masse) correspond une quantité de courbure de l'espace-temps, et que l'ensemble engendre une géométrie spécifique d'où découle le phénomène dit de gravité. Dans cette théorie la gravité n'est donc pas une force (contrairement à la mécanique newtonienne ou à la théorie quantique) et ne fait pas intervenir de bosons (graviton ou autre).
De son côté la mécanique quantique et son Modèle standard ont conduit d'une part à la découverte d'antimatière, d'autre part à associer à toute force (dont la gravité) un boson associé. Une question longtemps posée était de savoir si les mêmes équations s'appliquaient à l'antimatière. Le problème fut considéré comme résolu en 1957, avec le développement de la symétrie CPT qui démontrait que l'antimatière suit les mêmes lois physiques que la matière normale (c'est-à-dire ordinaire), et donc qu'elle contient de l'énergie positive, et également qu'elle cause (et réagit à) la gravité comme la matière normale. Pendant la plus grande partie du dernier quart du XXe siècle, la communauté des physiciens s'est impliquée dans une tentative de produire une théorie unifiée des champs, une théorie unique qui expliquerait les quatre forces fondamentales : l'électromagnétisme, les forces nucléaires forte et faible, et donc la gravité. Les scientifiques ont progressé vers l'unification des trois forces quantiques avérées, mais dans chaque tentative, la gravité en tant que force est demeurée le problème. Ceci n'a cependant pas diminué le nombre des nouvelles tentatives.
Généralement, ces tentatives visaient à quantifier la gravité, en postulant l'existence d'une particule boson, le graviton, qui 'porte' la gravité de même que le photon (de lumière) porte l'électromagnétisme. Cependant, toutes les tentatives dans ce sens ont échoué, menant à des situations encore plus complexes que celles auxquelles on s'était attendu. Deux d'entre elles, la supersymétrie et la supergravité en relation avec la relativité, exigeaient chacune l'existence d'une cinquième force extrêmement ténue, portée par un graviphoton, qui reliait ensemble, de façon organisée, différents aspects négligés ou non encore explorés de la théorie quantique des champs. Comme une conséquence concomitante, chacune de ces théories n'exigeait aucunement que l'antimatière fût affectée de cette cinquième force, de la même façon que l'antigravité, rejetant la répulsion d'une masse. Plusieurs expériences furent conduites dans les années 1990 pour mesurer cet effet, mais aucune ne produisit de résultat positif.

### Distorsion de la relativité générale
Il existe des solutions aux équations des champs qui décrivent des distorsions (telle que la fameuse métrique d'Alcubierre ou commande de chaîne) ainsi que des trous de vers stables et traversables. Ceci, en soi, n'est pas significatif, puisque toute géométrie de l'espace-temps est une solution des équations du champ pour certaines configurations des champs des tenseurs énergie-impulsion (voir : solutions exactes en relativité générale). La relativité générale n'impose pas de contrainte à la géométrie de l'espace-temps, à moins que des contraintes extérieures s'imposent au tenseur énergie-impulsion. La géométrie de la distorsion et celle des trous de vers traversables sont bien maîtrisées dans la plupart des domaines, mais elles exigent des régions de matière exotique ; ainsi, elles s'excluent des solutions si le tenseur d'énergie-impulsion est limité aux formes connues de matière (y compris la matière noire et l'énergie sombre).

## Affirmations empiriques et efforts commerciaux
Les dispositifs d'antigravité sont d'invention courante dans les milieux alternatifs, exigeant souvent un cadre physique complètement nouveau pour pouvoir fonctionner. La plupart de ces dispositifs ne fonctionnent évidemment pas, et font souvent partie d'une vaste théorie du complot. Cependant, il a également existé un certain nombre de tentatives commerciales pour construire de tels engins, ainsi qu'un petit nombre de signalements d'effets ressemblant à de l'antigravité dans la littérature scientifique. En 2007 aucun d'entre eux n'avait été largement accepté par la communauté des physiciens.

### Fondation de Recherche Gravitationnelle
En 1948, un homme d'affaires en pleine réussite, Roger Babson (fondateur de l'Université de Babson) créa la Fondation de Recherche Gravitationnelle (Gravity Research Foundation) afin d'étudier les différentes façons de réduire les effets de la gravité. Initialement, ses efforts étaient quelque peu excentriques, mais il tenait à l'occasion des conférences qui attiraient des gens comme Clarence Birdseye, inventeur des aliments congelés, et Igor Sikorsky, créateur de la plus grande firme d'hélicoptères de l'époque. La plupart du temps, ses recherches ne se focalisaient pas sur le contrôle de la gravité mais plutôt sur la compréhension du phénomène.
La fondation disparut quelque temps après la mort de Babson en 1967. Cependant, elle continue d'offrir des récompenses allant jusqu'à 5 000 $. Depuis 2007, elle est administrée par la ville de Wellesley dans le Massachusetts par George Rideout Junior, fils du directeur originel de la fondation. Les derniers vainqueurs incluent l'astrophysicien californien George F. Smoot, Prix Nobel de physique 2006.

### Dispositifs gyroscopiques

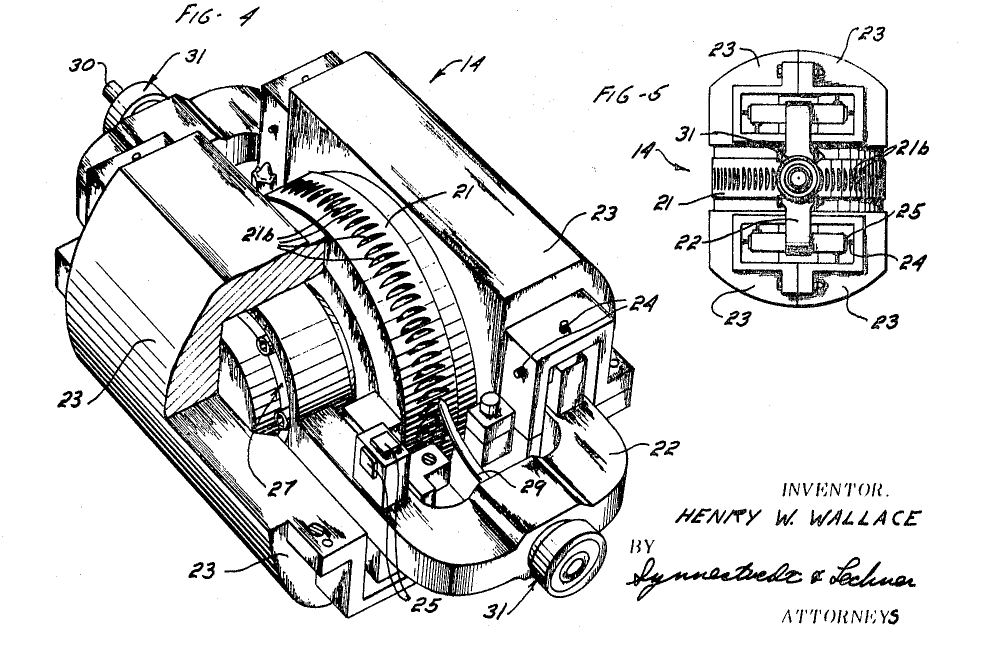
Un générateur à « champ kinémassiqué » sous brevet US 3.626.605 : « Méthode et appareil pour générer un champ de forces gravitationnelles secondaires ».

Lorsqu'on les agite, les gyroscopes produisent une force qui opère « hors du plan » et peut apparaître comme de nature à les soulever contre l'effet de la gravité. Bien que le caractère illusoire de cette force apparente soit bien compris, même avec les modèles newtoniens, elle a cependant conduit à de nombreuses revendications de dispositifs antigravitiques, et à de nombreuses délivrances de brevets. Aucun de ces appareils n'a jamais fait la démonstration de son fonctionnement dans des conditions contrôlées, et il en est résulté qu'ils sont fréquemment devenus les victimes de la théorie du complot. Un exemple fameux est celui du Professeur Eric Laithwaite de l'Imperial College de Londres, dans sa communication de 1974 à la Royal Institution.
Le meilleur exemple est sans doute la série de brevets émise en faveur de Henry William Wallace, ingénieur chez GE Aerospace, à Valley Forge (Pennsylvanie), et chez GE Re-Entry Systems, à Philadelphie.
Il construisit des disques en rotation rapide en laiton, un matériel largement constitué d'éléments de spin demi-entier. Il affirma qu'en mettant en rotation rapide un disque d'un tel matériau, le spin nucléaire finissait par s'aligner, et de façon résultante créait un champ gravitométrique sur un mode similaire à celui du champ magnétique engendré par l'effet Barnett.
Hayasaka et Takeuchi ont signalé des pertes de poids le long de l'axe d'un gyroscope en rotation rectiligne. Des tests par Nitschke et Wilmathen en vue de vérifier leur affirmations n'ont conduit à aucun résultat probant. Peu d'années plus tard, des recommandations ont été édictées pour conduire de nouveaux tests plus avancés.
Viktor Schauberger, le naturaliste allemand, avait émis l'hypothèse dans les années 1930, que les truites ne peuvent remonter les rivières qu'en utilisant une force réactive, présente dans les tourbillons liés, encore appelés allées de Karman. Cette théorie singulière eut pour effet d'attirer le pouvoir nazi sur Schauberger et de l'enrôler, car les scientifiques du IIIe Reich travaillaient sur le Vril, un procédé ou moteur initialement prévu pour faire fonctionner par antigravité des objets volants[réf. nécessaire].
Les remous des allées de Karman ont la particularité de se déplacer en emportant leurs axes multiples de rotation gyroscopique. Les travaux allemands ayant inclus Schauberger sont considérés par beaucoup comme n'ayant jamais existé, et le sujet fait débat encore aujourd'hui.

### Le «gravitateur» de Thomas Townsend Brown
Dans les années 1920, Thomas Townsend Brown, un expérimentateur en électricité haute tension, produisit un dispositif qu'il appela le gravitateur (en anglais gravitator), dont il affirma qu'il utilisait une force inconnue pour produire des effets anti-gravitaires par l'application de haute tension aux matériaux ayant une constante diélectrique élevée. Bien qu'il fût signalé que l'appareil fonctionnait en dehors de la masse utile, Brown abandonna ce travail et se tourna avec succès vers la production des séries de dispositifs à haute tension pendant les années qui suivirent.
Cependant, l'existence de l'effet Biefeld-Brown demeure. En 1956, une analyse du conjointe du Gravity Research Group et d'un auteur technique, sous pseudonyme Intel, affirma que l'effet Biefeld-Brown fut la première théorie testée par les firmes aérospatiales dans les années 1950. C'est resté un thème constant du champ des OVNI, sous le nom de lifters. Il apparaît une compréhension générale selon laquelle les lifters nécessiteraient une masse utile, des spécificités aérauliques (Vent ionique), et qu'ils ne démontrent pas de nouvelles règles physiques.

### Couplage gravito-électrique
Le chercheur russe Eugène Podkletnov affirme avoir découvert en 1995 lors d'expériences avec les supraconducteurs qu'un supraconducteur en rotation rapide réduit les effets de la gravité. 

Plusieurs études ont tenté de reproduire l'expérience de Podkletnov ; toutes ont donné des résultats négatifs,,,.
En 1989, Ning Li de l'Université d'Alabama à Huntsville, Alabama, a théoriquement démontré comment un champ magnétique dépendant du temps pouvait générer des champs gravitomagnétiques et gravitoélectriques détectables sur les spins des ions en grille d'un supraconducteur. En 1999, Li et son équipe ont affirmé dans la revue de science et de bricolage Popular Mechanics, avoir construit un prototype opérationnel générant ce qu'elle décrivait comme de la « Gravité AC ». Il n'a pas été possible d'en savoir plus sur ce prototype.

### Progrès récents
L'Institut de Recherche sur la Gravité de la Göde Scientific Foundation a tenté de reproduire des expériences supposées produire un effet antigravité. Toutes les tentatives pour observer des effets antigravitaires se sont révélées infructueuses. La Fondation a offert une récompense d'un million d'euros pour une expérience antigravitaire reproductible.
En 1989, l'équipe du professeur Hayakawa de l'université technologique de Tohoku au Japon, a identifié une réduction anormale du poids d'une masse en rotation gyroscopique à droite par rapport à l'axe vertical de la Terre. Cette découverte a fait l'objet d'une publication.

### Tajmar et al. (2006, 2007 et 2008)
Un article de 2006 de Martin Tajmar et al. affirme être parvenu à la détection d'un champ gravitationnel artificiel autour d'un supraconducteur en rotation, proportionnel à l'accélération du supraconducteur. Il a été suivi d'un article affirmant expliquer le phénomène en termes de constante cosmologique non nulle. Ni les résultats expérimentaux ni l'explication théorique n'ont été largement approuvés.
En juillet 2007, Graham et al. sur le Canterbury Ring Laser Group, en Nouvelle-Zélande, ont rendu compte des résultats d'une tentative de tester le même effet avec un plus gros supraconducteur en rotation. Ils n'ont rendu compte d'aucune indication d'un effet dans la précision de mesure de l'expérience. Le Groupe de Canterbury a conclu que si un tel effet Tajmar existe, il est au moins 22 fois inférieur à celui prédit dans l'article de Tajmar de 2006. Cependant, leur article se termine par : « Nos résultats expérimentaux n'ont pas la sensibilité requise soit pour confirmer, soit pour récuser ces résultats récents [de 2007] ».

## Effets conventionnels imitant les effets de l'antigravité
- La lévitation magnétique suspend un objet malgré la gravité en recourant aux forces électromagnétiques. Bien que visuellement impressionnant, ce phénomène se déroule alors que la gravité fonctionne normalement avec des dispositifs. Divers dispositifs réputés d'antigravité fonctionnent probablement en réalité à base d'électromagnétisme.
- Aux alentours d'un objet massif comme une étoile ou une planète, les forces de marée peuvent perturber la trajectoire d'un objet, qui peuvent apparaître comme des forces de répulsion ou de distorsion lorsqu'on les observe localement. Il ne s'agit pas d'antigravité. Dans la mécanique newtonienne, la force de marée est l'effet des forces gravitationnelles des objets les plus massifs, qui diffère selon la variation de localisation des objets perturbés, suivant des parcours différents dans l'espace autour du corps le plus massif.
- De grosses quantités de matière ordinaire peuvent être utilisées pour produire un champ gravitationnel qui compense les effets d'un autre champ gravitationnel, bien que l'intégralité de l'ensemble demeure attiré par la source du champ le plus intense. Le physicien Robert L. Forward a proposé d'utiliser des masses de matière dégénérée pour compenser localement les forces de marée aux alentours d'une étoile à neutrons.
- L'Ionocraft a été présenté comme capable de défier la gravité, alors qu'en fait, on utilise un type de propulseur électrohydrodynamique qui utilise l'effet Biefeld-Brown pour planer en l'air. Ainsi, cela ne fonctionne pas dans le vide.

## Phénomène inverse
Le phénomène inverse est la gravité artificielle. Cela consiste à reproduire les effets de la gravité terrestre là où il n'y en a pas (par exemple, dans les vaisseaux spatiaux), ou là où elle est réduite (par exemple, sur la Lune). Dans plusieurs textes et films de science fiction et dans des applications réelles, une gravité artificielle est créée par l'utilisation de la force centrifuge en faisant tourner une station spatiale ou un vaisseau sur elle-même ou lui-même. Les occupants ont ainsi tendance à être projetés sur les parois externes qui sont aménagées comme planchers.